# Anthrobia whiteleyae
Anthrobia whiteleyae là một loài nhện trong họ Linyphiidae.
Loài này thuộc chi Anthrobia. Anthrobia whiteleyae được František Miller miêu tả năm 2005.